# 華碩ZenFone 4 (2014年)
華碩ZenFone 4 (2014年)（型號：華碩ZenFone 4 A400CG、華碩ZenFone 4 A450CG）是華碩生產的華碩ZenFone系列直立式智能手機，2014年5月30日發布。

## 規格
| 類型     | 智慧手機 |
| 手機規格 | 直立式 |
| 尺寸     | 高度：124.4（4.90英寸）；寬度：61.4（2.42英寸）；厚度：11.5（0.45英寸）、高度：136.8（5.39英寸）；寬度：67.9（2.67英寸）；厚度：11.3（0.44英寸） |
| 重量     | 115.0克（4.06盎司）、145.0克（5.11盎司） |
| 操作系統 | Android（ZenUI） |
| 電池     | 1200 mAh、1600 mAh、1750 mAh |
| 顯示器   | 4.0英寸（100）480*800像素、4.5英寸（110）480*854像素                                                                                             |

## 外部連結
- （英文）華碩ZenFone 4 A400CG全球 （页面存档备份，存于）
- （英文）華碩ZenFone 4 A450CG全球 （页面存档备份，存于）
- （简体中文）華碩ZenFone 4 A400CG中國大陸[永久]
- （简体中文）華碩ZenFone 4 A450CG中國大陸[永久]
- （简体中文）華碩ZenFone 4 A500CG台灣 （页面存档备份，存于）
- （简体中文）華碩ZenFone 4 A450CG台灣 （页面存档备份，存于）
- （简体中文）華碩ZenFone 4 A500CG香港[永久]
- （简体中文）華碩ZenFone 4 A450CG香港[永久]